# Свиновод
Свиновод — річка в Білорусі, у Лельчицькому й Житковицькому районах Гомельської області. Права притока Прип'яті, (басейн Дніпра).

## Опис
Довжина річки 34 км, похил річки 0,88 м/км, площа басейну водозбору 236 км². Річка формується притоками, безіменними струмками та загатами.

## Розташування
Бере початок на південно-східній стороні від Козари. Тече переважно на північний схід через Осов, Симоничі, національний парк Прип'ятський, Рудню Симоничську і у Переровському Млинку впадає у річку Прип'ять, праву притоку Дніпра.

## Притоки
- Круховець, Глинка, Шушерівка (праві); Мутнянка (ліва).[1]